# エーカジャ
エーカジャ（梵: एकज ekaja）または一生族（いっしょうぞく）は、インドにおける4つのヴァルナのうち、シュードラと女性をさす。インドにおいて、歴史的にヴェーダの儀礼祭式より排除されるなど、さまざまな差別待遇を受けてきた。

## 概要
後期ヴェーダ時代（紀元前1000年頃－紀元前600年頃）における創造讃歌『プルシャ・スークタ（原人の歌）』は、4つのヴァルナ（社会的身分）が生まれた由来を問い、その答えのなかとして次のように説明している。
神々が原人を切り分かちたるとき
いくつの部分に切り離したるや。
その口は何に、両腕は何になりたるや。
その両腿は、その両足は何とよばれるや。
その口はバラモン（司祭）となれり。
その両腕はラージャニヤ（武人）となれり。
その両腿からはヴァイシャ（農民、商人）、
その両足からはシュードラ（奴隷）生じたり。
「ヴァルナ」の原義は「色」であり、上位からそれぞれ白、赤、黄、黒の4色であった。
『マヌ法典』にしたがえば、バラモン（司祭者階級）、クシャトリヤ（ラージャニヤ、武士階級）、ヴァイシャ（庶民階級）はそれぞれ、ヴェーダを学ばなければならないとされ、ヴェーダの祭式に参加する資格を与えられており、8歳から12歳にかけての男子が、その階級の一員になったことを示す聖なる紐をかけられる儀式に参加する。これによって彼らは幼年時代を終え、ヒンドゥーの四住期における「学生期」（ブラフマチャルヤ）にはいるとされた。それに対し、シュードラ（隷属民階級）は上記3身分に仕えることが主な仕事であり、インド社会における苦役を一手に引き受ける階級とされ、単に母親から生まれただけの「一生族」とされて、ヴェーダを学ぶことが許されていない。インドの先住民であるドラヴィダ人を起源とし、彼らが被征服民であるという観点から説明しようという考え方もある。
『マヌの法典』では、女性はどのヴァルナであっても、シュードラと同じ一生族とされている。